# Proyecto Fenyx
Proyecto Fenyx es un grupo de Epic Metal, procedentes de Venezuela. Surgieron aproximadamente en el 2003, a principios de año, se caracterizan por grabar solo temas en acústico porque carecen de instrumentos, sin embargo, sus producciones se enmarcan en la categoría del Heavy Metal y algunas veces en el ámbito de la Trova. Son conocidos por ser la única agrupación de Epic Metal de Tinaquillo, aunque no por ello dejan de experimentar en los demás géneros como el Punk y el alternativo.

## Historia
Proyecto Fenyx se formó en el 2003, fue fundado por Gabriel Baute y nació como un proyecto de rock alternativo y trova. En un principio solo estuvieron Gabriel y Francisco, el primero de ellos el más radical en género, practicaba un Rock mucho más ácido y pesado, inspirado en grupos como Metallica, Blind Guardian y Led Zeppelin, las principales influencias del grupo. Las primeras producciones solo contaban con una guitarra acústica y voces. Solo se reunían por disfrutar, leyendo algunos libros y jugando a las cartas, y basándose de allí para inventar sus canciones, el primer nombre que concibieron fue Gil-Ürth, una palabra en elfico que significa Estrella Muerta o Estrella de la Muerte(la traducción admite ambos términos), solo Francisco y Gabriel estuvieron en un principio en Gil-Ürth, la música era más suave, destacan de esta época los cinco “Temas sin nombre”, pues casi ninguna canción tenía nombre, y el clásico “Prométeme”, fue un tiempo fructífero pues se llegaron a producir dos discos: Código de Barra y Bordón Negro. Para cuando Jhon Jairo se une al proyecto ya este había cambiado su nombre a AOS, esto es, Ángeles de La Oscuridad; el objetivo de todo eso era pasar un buen rato y divertirse sacando algunas canciones, ese sigue siendo el objetivo en parte, pero AOS solo produjo una única canción, y esta es considerada el Himno del Proyecto hasta el momento: Oscuro Atardecer. 
A partir de entonces se harían llamar Fénix, una alusión a la costumbre del trío a ensayar un día y desaparecer durante todo un mes(y a veces por más tiempo), entonces se reunían(casi por azar) y sin pensarlo dos veces salía un tema nuevo, al igual que el Ave Fénix, que muere y renace de sus cenizas, aunque en nuestro caso se hace con menos frecuencia; así surgió “Fénix”, la segunda gran canción, aquí comienza a verse la tendencia hacia el Metal Épico que se hace patente en el disco “Oscuro Atardecer”, esta faceta seguiría desarrollando más a fondo y desembocaría en el “Quenta Tabernillion”, una de las mejores producciones del grupo, pero la faceta épica del proyecto alcanzaría su cumbre con el disco “Ninraeth Arnoediad”, considerada por la comunidad roquera de Tinaquillo como la mejor producción del grupo.
Ya para este momento el grupo se definió, ya de manera absoluta, como un grupo de Epic Metal, y posteriormente cambiaron su nombre al actual: Proyecto Fénix. Sin embargo, solo dos discos más salieron: un recopilatorio (Ave Fénix) y un pequeño directo(Fényx Revolution). Lo demás han sido sencillos y proyectos, entre estos últimos destacan dos: el Tributo a Blind Guardian(Relatos desde un mundo en crepúsculos) y la Opera Metálica, en la que se está trabajando actualmente.

## Miembros
- Gabriel Baute - <guitarra solista y voz>
- Francisco Ortega - <guitarra rítmica y coros>
- Oswald Sandoval - <bajo y coros>
- Jhon Jairo Ortega - <batería y percusión>

## Discografía

### Álbumes
- Ángeles de la Oscuridad - 2003
- Código de Barra - 2003
- Bordón Negro' - 2004
- Oscuro Atardecer - 2005
- Quenta Tabernillion - 2006
- Ninraeth Arnoediad - 2006
- Ave Fénix(Recopilatorio) - 2006
- Fenyx Revolution(Live) - 2007

### EP
- Ángeles de la Oscuridad - 2003

### Sencillos
- En los Abismos de Nen-Girith - 2006
- Canon en Re Mayor - 2007
- Relatos desde un Mundo en crepúsculos - 2007
- Anochecer - 2007
- Blues, Heavy Metal y Rock & Roll - 2007